# Cross-country (équitation)
Pour les articles homonymes, voir Cross country (homonymie).
 (février 2021).

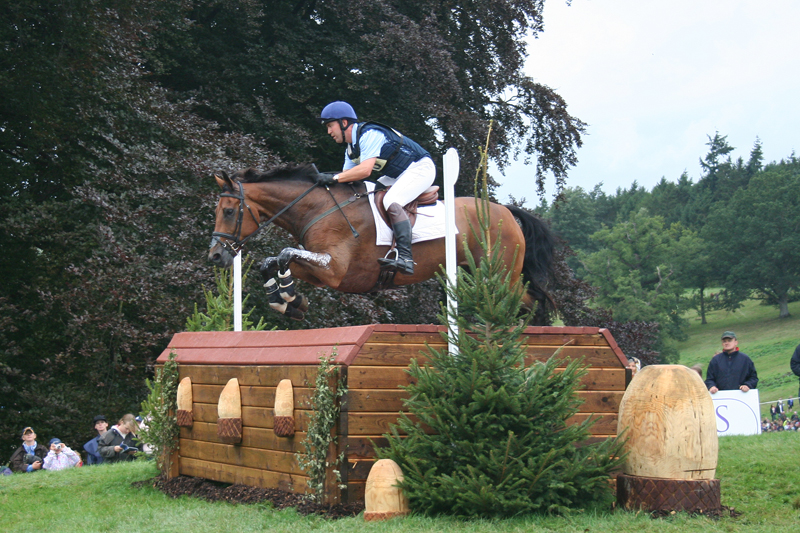
Un concurrent d’une épreuve de cross-country.

Le cross-country équestre est une épreuve de saut et d'endurance qui forme l'une des trois phases du concours complet d'équitation. Il peut aussi être une compétition à part entière, bien que celle-ci ait tendance à être de plus bas niveau, car elle est alors une compétition locale. Cette épreuve est aussi souvent appelée simplement cross. Son but est de prouver la vitesse, l'endurance et la capacité de saut du cheval de cross.

## Déroulement
Avant de commencer l’épreuve de cross, un ordre de passage est attribué. Les chevaux peuvent être contrôlés avant ou après l’épreuve : avant, c’est dans une boîte de départ ; après l’épreuve, le harnachement doit être retiré, le cheval doit être refroidi à l'aide d'eau froide, d'éponges et d'un grattoir de sueur, il peut alors être présenté pour l'inspection.
Avant l’épreuve, des obstacles d'essai peuvent être utilisés ; ceux-ci se composent obligatoirement d’un « vertical », d’un « oxer » et d’un obstacle de cross simple. Les cotes de ces obstacles doivent correspondre aux cotes ensuite appliquées dans l’épreuve.
Entre le départ et l'arrivée du cross, les concurrents peuvent choisir librement leur allure. Ils doivent franchir à poney ou à cheval tous les fanions-limites rouges et blancs, sous peine d'élimination. Le fait de mettre pied à terre est considéré comme une chute. 
Le cross-country est aussi connu comme épreuve d'endurance. La condition physique du cavalier et du cheval est un élément très important, à la fois pour concourir avec succès, mais aussi en toute sécurité.
Les différents obstacles qu'on trouve sur un terrain de cross sont :
- les pentes ;
- les obstacles de volée ;
- les obstacles de terre ;
- les obstacles verticaux ;
- les obstacles d'eau ;
- les obstacles panoramiques ;
- les obstacles directionnels.

## Règlement
L’épreuve de cross-country s'effectue individuellement. Le temps de base est calculé en fonction de la distance exacte du parcours. Il est affiché avant le début de l'épreuve.
Chaque concurrent prend le départ depuis l'intérieur de l'enceinte dans laquelle il peut se promener au pas, un assistant est autorisé. Dès que le départ de l'épreuve lui est donné, le concurrent ne peut plus recevoir d'aide. Le départ est enregistré, après l'invitation « quand vous voulez », lorsque le poney ou le cheval franchit la ligne.
Doivent être franchis ou sautés dans l'ordre correct sous peine de pénalités, tous les passages et les obstacles obligatoires, y compris les éléments et les options. Tous les fanions rouges ou blancs doivent être respectés quel que soit l'endroit où ils se trouvent, sous peine d'élimination.
Chaque obstacle du cross est numéroté. Sur le cross, les obstacles comportant des éléments ou des options sont repérés par une lettre (A,B,C, etc.). En complément des fanions-limites rouges et blancs, les lignes de départ et d'arrivée de chaque phase sont indiquées par des poteaux indicateurs distincts.
Chaque obstacle est matérialisé par deux fanions encadrant le saut, et deux fanions matérialisant une porte de secours, que les concurrents prennent s'ils ne peuvent franchir l'obstacle. Dans les combinaisons, une seule porte est matérialisée.

## Sources
- (en) Katherine Blocksdorf, « Cross-Country Jumping With Your Horse » [« Saut au cross-country avec votre cheval »], sur TheSprucePets.com (consulté le 16 février 2021).
- Fédération française d'équitation, « Règlement des compétitions : dispositions spécifiques au concours complet d’équitation », sur francecomplet.fr (consulté le 17 février 2021).
- Nicolas Mabire, « Les différents profils d’obstacles de cross », sur ifce.fr (consulté le 17 février 2021).
- (en) United States Equestrian Federation, Rules for Eventing [« Règles de la Fédération d’équitation des États-Unis pour les compétitions »], 2007, p. 39-42, 65.
- James C. Wofford, Training the Three-Day Event Horse and Rider [« S’entraîner pour l’épreuve de trois jours, destiné au cheval et au cavalier »], Doubleday Equestrian Library, New York, NY. Copyright 1995.